# درخت آسوری
درخت آسوری یا درخت آسوریگ کتابی است منظوم در هشتصد واژه به وزنِ هجایی که به زبان پارتی یا پهلوی اشکانی و خط پهلوی کتابی نوشته شده و از معدود متن‌های غیردینی است که از زبان پارتی (آمیخته به پارسی میانه) برجای مانده است. گویا متن اصلیِ کتاب به زبانِ پهلوی اشکانی و به صورت شفاهی روایت می‌شده و سپس در عهد ساسانی نگارش یافته‌است. به گفته بارتولومه و امیل بنونیست و تعدادی زبان شناس دیگر این داستان کهن ترین شعر در ایران است که تاکنون بجای مانده و در دوران پیش از اسلام نوشته شده است.
در این داستان شاهد گفتمان درخت آسوری (درخت آسورستانی، درخت نخل) و بز هستیم که هر یک از این دو در ضمن برشمردن فوائد خود، بر دیگری فخر می‌کند و در فرجام به برتری بز می‌انجامد. شاید بتوان بز را نماینده دین زرتشت و درخت آسوریک را نماینده دین چندگونه‌پرستی آسور دانست. درخور نگرش است که در آیین دینی آسوریان درختی خشک به کار می‌رفته که آن را با زر و زیور ساختگی می‌آراستند. بی‌پروا و خشن بودن بز را هم در گفتگو می‌توان دلیل بر برتری اجتماعی مزداپرستان دانست. آسورستان یکی از استان‌های ایران بود که اکنون عراق مرکزی را تشکیل می‌دهد.
نظریه دیگری هم هست که در آن، نخل را نماد دوره کشاورزی و بز را نماد دوره شهرنشینی دانسته‌اند. چه بسا درخت خرما سمبل یکجانشینی و بز نشان تحرک و دوندگی است. در متن داستان هم بز به درخت می‌گوید: «تو همچون میخی بر زمین کوبیده شده‌ای و توان رفتن نداری.»
از سوی دیگر، در میان یافته‌های کوچک و بزرگ باستان‌شناسان در شهر سوخته، سفالینه‌ای هست که در آن بزی در پنج حرکت به سمت درختی می‌جهد و برگ‌های آن را می‌خورد. گفته می‌شود این سفالینه که هم‌اکنون به‌عنوان نخستین پویانمایی جهان در دنیا مطرح شده‌است، در حقیقت پویانمایی داستان منظوم کهن درخت آسوریک و بز است.
کتاب کوچک درخت آسوریک به گونه شعر و در پیوسته (منظوم) بوده‌است با مصراع‌های شش‌ هجایی و یازده‌ هجایی. برخی پژوهشگران آن را از آثار ادبی و در پیوسته روزگار اشکانی دانسته‌اند.
بخش‌هایی از آن که باقی مانده اوزان شعرگون خود را نگاه داشته‌ است. پساوندها (قافیه‌ها) با «الف و نون» و برخی با «نون و دال» بوده است.
قسمتی از شعر به زبان پهلویگ:
| فرْسَپْ اُم وات پانان  |  | گیواگ روپ هچ اَزْ کِرِنْد |
| وُراژند مِیهن ومان   |  | گُوازْمْ هچ از کِرِند     |
| کی کوپِنْد شی و برنج |  | دَمینک هچ از کِرِند     |

همچنین در ادامه:
| رِسَنْ هچ از کِرِند |  | کی تو پای بندِند   |
| چوپ هچ ازِ کِرِند |  | کی توپایها ماچِند  |
| میگ هَچَ از کِرِند |  | کی توسَرْ گونکْ وِچِنْد |

## داستان منثور
متن منثور این داستان در کتاب «داستان‌های ایرانی» نوشته «احمد تمیم‌داری» آمده است:
در سرزمین سورستان درختی بلند رُسته بود که بنش خشک بود. برگ‌هایی سبز داشت و میوه‌هایی شیرین می‌آورد. روزی آن درخت بلند با بز نبرد کرد که: من بر پایه داشته‌های بسیاری که دارم از تو برترم، از جمله آن هنگامی که میوه نوبر می‌آورم، شاه از میوه‌های من می‌خورد؛ از چوب من کشتی می‌سازند، از برگ‌هایم جاروب می‌سازند، از من طناب می‌سازند تا تو را ببندند، سایه‌ام در تابستان سایبان شهریاران است، آشیان پرندگان هستم و اگر مردم مرا نیازارند، تا روز رستاخیز جاوید و سبز برجا می‌مانم. بز در پاسخ گفت: هرچند مرا مایه ننگ است که به سخنان بیهوده‌ات پاسخ دهم، اما ناگزیر از سخن گفتنم. برگ‌های تو در درازی به موهای دیوان پلیدی می‌ماند که در آغاز دوران جمشید بنده مردمان بودند. من آنم که بهتر از هرکسی می‌توانم دین مزدیسنان را بستایم، زیرا در پرستش خدایان از شیر من بهره می‌گیرند. کمربندی را که مروارید در آن می‌نشانند از من می‌سازند و نیز از پوستم مَشک می‌سازند. سفره‌های سور را با گوشت من می‌آرایند. پیش‌بند شهریاران را از من می‌سازند. پیمان‌نامه‌ها را بر پوست من می‌نویسند. زه کمان را از من می‌سازند. برک (گونه‌ای پارچه پشمین) و دوال را از من می‌سازند. من می‌توانم کوه به کوه در کشورهای بزرگ سفر کنم و مردمانی از نژادهای دیگر را ببینم. از شیر من پنیر و افروشه (آروشه) و ماست می‌سازند و دوغم را کشک می‌کنند. حتی بهای من در بازار بیش از بهای خرمای توست. هرچند که سخنانم در نزد تو مانند مرواریدی است که در پیش خوک و گراز انداخته باشند، اما بدان که من در کوهستان‌های خوشبو چرا می‌کنم و از گیاهان تازه می‌خورم و از چشمه‌های پاک می‌نوشم، در حالی که تو همچون میخی بر زمین کوبیده شده‌ای و توان رفتن نداری. بدین ترتیب بز پیروز و سربلند از آن‌جا رفت و درخت خرما سرافکنده برجای ماند.

## داستان‌های مشابه
در قالب نوشته‌های فارسی- یهودی، داستانی بر جای مانده با عنوان «میش و رَز»(مناظره گوسفند و درخت انگور) که بی‌شباهت به داستان درخت آسوریگ نیست.
داستان رز و ميش : كه براى مثال توسط خوانندگان و راويان خنياگر قوم بختيارى خوانده مى شده يكى از نمونه هاى معاصر چنين داستانى ست، در اين داستان درخت مو به بز مى گويد اگر سر تو را بزنند مى ميرى اما اگر شاخه هاى مرا بزنند بارور مى شوم. 

## مطالعه بیشتر
- کرباسیان، ملیحه (۱۳۷۰). «درخت آسوریگ». دائرةالمعارف بزرگ اسلامی. ج. ۴. تهران. بایگانی‌شده از اصلی در ۲۵ اوت ۲۰۲۴. دریافت‌شده در ۲۵ اوت ۲۰۲۴.